# Wladimer Czanturia
Wladimer Czanturia (ur. 1 lipca 1978 w Poti) − gruziński bokser, brązowy medalista olimpijski w wadze ciężkiej (2000), od 2006 roku walczy zawodowo. 

## Kariera amatorska
Wśród seniorów zadebiutował w 1997 roku w wadze ciężkiej (91 kg). W tym samym roku wystąpił na mistrzostwach świata w Budapeszcie, gdzie odpadł w 1/16 finału. Podczas Mistrzostw Europy 1998 w Mińsku dotarł do ćwierćfinału. W sierpniu 1999 roku zdobył srebrny medal na II Światowych Wojskowych Igrzyskach w Zagrzebiu, a w październiku wywalczył kwalifikację na igrzyska olimpijskie w Sydney, zajmując 2. miejsce w Pucharze Morza Czarnego w Sewastopolu (w trakcie zawodów wyeliminował m.in. Giacobbe Fragomeniego). 
W Sydney osiągnął największy sukces w karierze, zdobywając brązowy medal olimpijski. W ćwierćfinale turnieju pokonał Rusłana Czagajewa (18:12), ale w półfinale uległ wyraźnie na punkty Sułtanowi Ibragimowowi (4:19).
Po olimpiadzie przeszedł do wagi superciężkiej (+91 kg), w której jednak nie odnosił już sukcesów na arenie międzynarodowej.

## Kariera zawodowa
W 2006 roku przeszedł na zawodowstwo. W 2007 roku zdobył zawodowe mistrzostwo Gruzji.